# 원연 (전한)
원연(元延)은 중국 전한(前漢) 성제(成帝)의 여섯 번째 연호이다. 기원전 12년에서 기원전 9년까지 4년 동안 사용하였다.

## 연대대조표
| 원연                | 원년        | 2년         | 3년         | 4년        |
| 서력                | 기원전 12년 | 기원전 11년 | 기원전 10년 | 기원전 9년 |
| 육십간지 (六十干支) | 기유(己酉)  | 경술(庚戌)  | 신해(辛亥)  | 임자(壬子) |

## 같이 보기
- 중국의 연호

| 이전 연호 영시(永始) | 중국의 연호 전한(前漢) | 다음 연호 수화(綏和) |